# Aleurocanthus pendleburyi
Aleurocanthus pendleburyi là một loài côn trùng cánh nửa trong họ Aleyrodidae, phân họ Aleyrodinae.
Aleurocanthus pendleburyi được Corbett miêu tả khoa học đầu tiên năm 1935.